# Бостандик (Сауранський район)
Бостанди́к (каз. Бостандық) — село у складі Сауранського району Туркестанської області Казахстану. Входить до складу Урангайського сільського округ.
Населення — 1200 осіб (2021; 1171 у 2009, 1116 у 1999, 885 у 1989).